# Гепардът
„Гепардът“ (на италиански: Il Gattopardo) е италианско-френски филм от 1963 година, историческа драма на режисьора Лукино Висконти с участието на Бърт Ланкастър, Ален Делон и Клаудия Кардинале.

## Сюжет
Сценарият е адаптация по едноименния роман на Джузепе ди Лампедуза. Произведението показва историята и настроенията в аристократична сицилианска фамилия и по-специално на нейния водач – принц Фабрицио Салина (Ланкастър) по времето на обединението на Италия през 1860-те години.

## В ролите
| Актьор            | Роля                        |
| ----------------- | --------------------------- |
| Бърт Ланкастър    | принц дон Фабрицио Салина   |
| Ален Делон        | Танкреди Фалконери          |
| Клаудия Кардинале | Анжелика Седара             |
| Паоло Стопа       | дон Калоджеро Седара        |
| Рина Морели       | принцеса Мария Стела Салина |
| Ромоло Вали       | отец Пироне                 |
| Терънс Хил        | граф Кавриаджи              |
| Пиер Клементи     | Франческо Паоло             |
| Лусила Морлачи    | Кончета                     |
| Джулиано Джема    | генерал на Гарибалди        |
| Ида Гали          | Каролина                    |
| Отавия Пиколо     | Катерина                    |
| Карло Валенцано   | Паоло                       |

## Любопитни факти
- Първоначално, режисьорът Висконти иска за главната роля на принц Салина руския актьор Николай Черкасов, който обаче се оказва, че вече е с влошено здравословно състояние. Вследствие Висконти се насочва към сър Лорънс Оливие, който също отхвърля предложението поради други ангажименти. Продуцентите на филма настояват за привличането на филмова звезда от САЩ с цел подобряване на продаваемостта на лентата. Те избират Бърт Ланкастър, което поражда напрежение с режисьора, но впоследствие двамата се сработват и стават приятели до края на живота си. [3]
- В оригиналната италианоезична версия на филма гласът на Бърт Ланкастър е дублиран от италианския актьор Корадо Гапия.
- Репликите на Клаудия Кардинале също са дублирани от италианската актриса Солвейг Д'Асунта. Собственият ѝ глас може да се чуе, когато се смее в сцената с Ален Делон, когато двамата се лутат в празната част на къщата[3]
- Уорън Бийти пътува до Рим за среща с Висконти, на която обсъждат евентуалното му ангажиране за ролята на Танкреди, изиграна впоследствие от Ален Делон.[3]

## Награди и номинации
„Гепардът“ получава голямата награда „Златна палма“ на Филмовия фестивал в Кан, както и множество други награди и номинации от европейски и американски фестивали и сдружения. Ален Делон е номиниран за награда „Златен глобус“ в категорията „най-обещаващ млад актьор“.